# Pueblo América
Pueblo América är en ort i Mexiko.   Den ligger i kommunen Jalpan och delstaten Puebla, i den sydöstra delen av landet, 170 km nordost om huvudstaden Mexico City. Pueblo América ligger 558 meter över havet och antalet invånare är 445.
Terrängen runt Pueblo América är huvudsakligen kuperad, men den allra närmaste omgivningen är platt. Pueblo América ligger uppe på en höjd. Runt Pueblo América är det ganska tätbefolkat, med 62 invånare per kvadratkilometer. Närmaste större samhälle är San Francisco, 15,9 km nordväst om Pueblo América. Omgivningarna runt Pueblo América är en mosaik av jordbruksmark och naturlig växtlighet.